# Rabah Soudani
Rabah Soudani (født 8. april 1985) er en algerisk håndboldspiller som i øjeblikket spiller for den franske klub Toulouse Union Handball og det algeriske landshold.
Soudani deltog med håndboldlandsholdet under VM i håndbold i 2009 i Kroatien.